# Kutaramakansee
Der Kutaramakansee (russisch Озеро Кутарамакан) ist ein etwa 90 km² großer See im Putorana-Gebirge, dem Nordwestteil des Mittelsibirischen Berglands in der Region Krasnojarsk, Sibirien, Russland (Asien).

## Geographische Lage
Der Kutaramakansee liegt rund 250 km nördlich des nördlichen Polarkreises im Westteil des Putorana-Gebirges (max. 1701 m). Weder am See noch in seiner Umgebung gibt es Siedlungen, aber an seinem Ufer stehen mancherorts Isbas, traditionelle russische Holzhütten.
Die umliegenden Berge sind westlich des Sees bis 1260 m hoch und östlich bis 1335 m. Während der See von der Kutaramakan im Nordosten und von der aus Richtung Ostsüdosten kommenden Irkinda sowie zahlreichen Gebirgsbächen gespeist wird, ist die Kutaramakan an seinem Südwestende sein einziger Abfluss, deren Wasser letztlich über den weit entfernten Jenissei zur Karasee (Teil des Nordpolarmeers) fließt. Der Schwemmkegel der Irkinda teilt den See in seinem Mittelteil, wo der dort sehr schmale See, aus der Vogelperspektive betrachtet, flussartig wirkt, in den kleineren Nordost- und größeren Südwestbereich.
Der sich etwa in Nordost-Südwest-Richtung erstreckende See, der etwa 109 m hoch liegt, ist rund 50 km lang und direkt südlich des Irkinda-Schwemmkegels bis 2,3 km breit. Sein Einzugsgebiet ist etwa 3.580 km² groß.
Im Einzugsgebiet des Kutaramakansees liegt im Osten an der Irkinda der kleine Manumaklisee und im Südwesten am kleinen Bach Kaptschuk der Kaptschuk sowie zudem einige Kleinseen und Fließgewässer. Außerhalb dieses Gebiets befindet sich unterhalb des Sees als Nachbarsee der unter anderem von der Kutaramakan gespeiste Chantaisee.

## Klima, Flora und Fauna
Die Region des Kutaramakansees liegt im Bereich des Permafrostbodens. Der See ist alljährlich von Anfang Oktober bis Ende Juni oder Anfang Juli von Eis bedeckt. An seinen Ufern gedeihen boreale Nadelwälder (Taiga) und auf den vielerorts plateauartigen Bergen herrscht Tundra mit Moosen und Flechten vor. Im fischreichen See leben unter anderem Barsche und Lachsfische.